# 海之号角：神秘海怪
《海之号角：神秘海怪》是由芬兰工作室Cornfox＆Bros开发的动作冒险游戏。该游戏着重于一位没有名字的男孩主角寻找失散父亲并击败活堡垒的任务。它于2013年11月首次在iOS上发布，后来又于Microsoft Windows、macOS、PlayStation 4、Xbox One、Android、PlayStation Vita和任天堂Switch平台陆续发布。
《海之号角》的游戏玩法和图形设计借鉴了塞尔达传说系列游戏，尤其是《风之杖》和《众神的三角力量》。玩家探索地牢，使用各种武器与怪物战斗，扔下锅并砍下灌木丛以寻找隐藏的硬币或生命值。《海之号角》的音乐由Kalle Ylitalo创作，另外还有伊藤贤治和植松伸夫的一些作品。2019年9月，续集《海之号角2：失落王国的骑士》发行。

## 游戏评价
根据19位评论家的评论，该游戏针对iOS版本的游戏在Metacritic上的评分为85（满分100）；但是，游戏机版本得分要低得多，其中PlayStation 4和Xbox One版本分别得分66和71。该网站分别基于22条汇总评论。
就是说，对游戏的批判反应似乎是积极的，大多数赞誉都投向了视觉和音乐上，而批评则针对谜题和故事情节；CNET在游戏的iOS版本上发表评论说：“如果《塞尔达传说》要在手机上发布，我们认为它不可能比（海之号角）做得更好” ，TouchArcade在游戏的iOS版本上发表评论时，称赞“出色的音乐，偶尔的声音表演以及充满活力的郁郁葱葱的3D图形”，同时得出结论，该游戏对于手机来说是“近乎完美的《塞尔达传说》”。